# Трудовий суд
Трудовий суд (або трудовий трибунал або промисловий трибунал) — державний судовий орган, який розглядає справи та спори, пов’язані з працею чи зайнятістю. У ряді країн трудові справи часто розглядаються в окремих національних вищих судах із трудових справ. Інші держави, такі як Сполучені Штати, мають загальні позасудові комісії з трудових відносин, які регулюють атестацію та вибори профспілок.

## Перелік діючих трудових судів
- Трудовий суд Ірландії
- Трудовий суд (Ісландія)
- Федеральний трудовий суд Німеччини[en]
- Трудовий суд і Трудовий апеляційний суд Південної Африки
- Трудові суди Ізраїлю
- Трудовий суд Фінляндії
- Трудовий суд і Суд праці Бельгії
- Вищий трудовий суд і регіональні трудові суди Бразилії
- Трудовий суд Монако
- Професійний суд у Квебеку, Канада
- Трудовий трибунал в Англії та Уельсі, Сполучене Королівство
- Промисловий трибунал, Франція
- Трудовий суд Швеції
- Трудовий суд Індії[2]
- Національний промисловий суд Нігерії
- Трудовий суд, Малайзія

### Неюрисдикційні суди чи трибунали
- Комісія з питань справедливої праці, Австралія
- Національна рада з трудових відносин, США
- Національна комісія з трудових відносин, Філіппіни